# Andrew Surman
Andrew Ronald Edward Surman (Johannesburg, 20 augustus 1986) is een Engels voormalig voetballer die doorgaans speelde als middenvelder. Tussen 2005 en 2021 speelde hij voor Southampton, Walsall, Bournemouth, Wolverhampton Wanderers, Norwich City, opnieuw Bournemouth en MK Dons.

## Spelerscarrière
Surman werd geboren in Zuid-Afrika, maar hij verhuisde al op jonge leeftijd met zijn ouders naar Groot-Brittannië. Hier werd hij opgenomen in de jeugdopleiding van Southampton. In 2005 werd hij op huurbasis gestald bij Walsall. Voor die club kwam hij veertien wedstrijden uit voor hij weer terugkeerde bij Southampton. In de zomer van 2005 wilde Walsall de middenvelder graag voor het tweede opeenvolgende seizoen huren, maar Southampton twijfelde. Voorzitter Rupert Lowe wilde graag met meer jeugdspelers werken waardoor hij Surman niet wilde verhuren, terwijl manager Harry Redknapp de voorkeur gaf aan meer ervaren spelers. Die zomer werd Surman wel verhuurd, maar niet aan Walsall. Bournemouth nam hem voor één seizoen over. Tot aan de winterstop speelde de middenvelder alle wedstrijden en hij kwam tot zes doelpunten. In januari 2006 werd hij teruggehaald door Southampton.
Op 25 januari 2006 debuteerde Surman in de hoofdmacht van Southampton. Op die dag werd met 0–0 gelijkgespeeld tegen Crystal Palace en Surman speelde het volledige duel mee. Van de negen wedstrijden erna mocht hij acht maal de negentig minuten volmaken. In zijn tweede duel, met Plymouth Argyle tekende de middenvelder tevens voor zijn eerste doelpunt. Op 17 februari 2007 maakte Surman zijn eerste hattrick, toen met 5–2 werd gewonnen van Barnsley. Hij schoot tweemaal de bal van buiten het zestienmetergebied in het doel en hij completeerde de hattrick met een benutte strafschop. In het seizoen 2006/07 werd promotie misgelopen, toen in de finale van de play-offs na strafschoppen verloren werd van Derby County.
In de zomer van 2009, nadat Southampton gedegradeerd was naar de League One, verkaste Surman naar het naar de Premier League gepromoveerde Wolverhampton Wanderers. Hier ondertekende hij een contract voor drie jaar, met een optie op een vierde jaar. Hij verklaarde later moeite te hebben om Southampton achter zich te laten. De middenvelder maakte zijn debuut op het hoogste niveau op 18 augustus 2009, toen met 0–1 gewonnen werd op bezoek bij Wigan Athletic. Tijdens dit duel mocht hij invallen voor Greg Halford. Zijn eerste basisplaats had Surman op 21 november 2009, toen Chelsea (4–0 nederlaag) de tegenstander was. Uiteindelijk kon hij geen vaste rol afdwingen en na zeven competitiewedstrijden verliet hij Wolves.
Op 22 juni 2010 verbond Surman zich voor drie jaar aan Norwich City, dat net gepromoveerd was naar het Championship. Zijn eerste wedstrijd speelde hij op 6 augustus, toen in de seizoensopenener met 2–3 verloren werd van Watford. Aan het einde van het seizoen werd promotie naar de Premier League behaald. Op het hoogste niveau zei Surman dat 'spelen in de Premier League zorgt voor de beste prestaties in zijn carrière'. Op 14 april 2012 zorgde hij voor het enige doelpunt tijdens een 1–6 nederlaag tegen Manchester City. De middenvelder verklaarde na het duel dat die nederlaag hen zou helpen zich te handhaven in de Premier League. Uiteindelijk bleef Norwich inderdaad op het hoogste niveau actief en daarop verlengde Surman zijn contract tot medio 2015.
Op 31 juli 2013 werd Surman voor één seizoen gehuurd door Bournemouth. In het seizoen 2013/14 speelde hij in vijfendertig wedstrijden mee voor de club en op 1 september 2014 besloten ze hem definitief aan te trekken. Op 27 april 2015 bereikte hij promotie met Bournemouth. Na een 3–0 overwinning op Bolton Wanderers was promotie nog niet officieel zeker, maar tenzij nummer drie Middlesbrough negentien doelpunten verschil in zou halen, promoveert Bournemouth voor het eerst in de clubgeschiedenis naar de Premier League. Op 2 mei won Bournemouth met 0–3 van Charlton Athletic, waarmee de titel in het Championship werd gepakt. Na twee jaar in de Premier League verliep zijn verbintenis, maar met meer dan honderd competitieduels voor Bournemouth op zak kreeg Surman een nieuw contract tot medio 2019. Deze verbintenis werd medio 2018 verlengd met nog een seizoen extra. Nadat dit laatste contract was afgelopen, verliet Surman de club. Drie maanden later vond hij in MK Dons een nieuwe club. Surman zette aan het einde van het seizoen 2020/21 op 34-jarige leeftijd een punt achter zijn actieve loopbaan.

## Clubstatistieken
| Seizoen | Club                    | Competitie     | Competitie | Competitie | Beker | Beker | Internationaal | Internationaal | Totaal | Totaal |
| Seizoen | Club                    | Competitie     | Wed.       | Dlp.       | Wed.  | Dlp.  | Wed.           | Dlp.           | Wed.   | Dlp.   |
| ------- | ----------------------- | -------------- | ---------- | ---------- | ----- | ----- | -------------- | -------------- | ------ | ------ |
| 2004/05 | Walsall                 | League One     | 14         | 2          | 0     | 0     | —              | —              | 14     | 2      |
| 2005/06 | Bournemouth             | League One     | 24         | 6          | 0     | 0     | —              | —              | 24     | 6      |
| 2005/06 | Southampton             | Championship   | 12         | 2          | 0     | 0     | —              | —              | 12     | 2      |
| 2006/07 | Southampton             | Championship   | 39         | 5          | 2     | 0     | —              | —              | 41     | 5      |
| 2007/08 | Southampton             | Championship   | 40         | 2          | 4     | 2     | —              | —              | 44     | 4      |
| 2008/09 | Southampton             | Championship   | 44         | 7          | 4     | 0     | —              | —              | 48     | 7      |
| 2009/10 | Wolverhampton Wanderers | Premier League | 7          | 0          | 2     | 0     | —              | —              | 9      | 0      |
| 2010/11 | Norwich City            | Championship   | 22         | 3          | 0     | 0     | —              | —              | 22     | 3      |
| 2011/12 | Norwich City            | Premier League | 25         | 4          | 2     | 1     | —              | —              | 27     | 5      |
| 2012/13 | Norwich City            | Premier League | 4          | 0          | 3     | 0     | —              | —              | 7      | 0      |
| 2013/14 | Bournemouth             | Championship   | 35         | 0          | 4     | 0     | —              | —              | 39     | 0      |
| 2014/15 | Norwich City            | Championship   | 1          | 0          | 1     | 0     | —              | —              | 2      | 0      |
| 2014/15 | Bournemouth             | Championship   | 41         | 3          | 0     | 0     | —              | —              | 41     | 3      |
| 2015/16 | Bournemouth             | Premier League | 38         | 0          | 0     | 0     | —              | —              | 38     | 0      |
| 2016/17 | Bournemouth             | Premier League | 22         | 0          | 1     | 0     | —              | —              | 23     | 0      |
| 2017/18 | Bournemouth             | Premier League | 25         | 2          | 3     | 0     | —              | —              | 28     | 2      |
| 2018/19 | Bournemouth             | Premier League | 18         | 0          | 2     | 0     | —              | —              | 20     | 0      |
| 2019/20 | Bournemouth             | Premier League | 5          | 0          | 4     | 0     | —              | —              | 9      | 0      |
| 2020/21 | MK Dons                 | League One     | 31         | 2          | 3     | 0     | —              | —              | 34     | 2      |
| Totaal  | Totaal                  | Totaal         | 447        | 38         | 35    | 3     | 0              | 0              | 482    | 41     |

## Erelijst
| Championship | 1 | 2014/15 |